# Stowarzyszenie Aktywności Obywatelskiej Bona Fides
Stowarzyszenie Aktywności Obywatelskiej Bona Fides – organizacją pożytku publicznego, która od 2003 roku wspiera grupy mieszkańców Śląska, uczy samorządowców jak prowadzić otwarty i skuteczny dialog z mieszkańcami i organizacjami pozarządowymi oraz umożliwia młodym osobom zdobycie nowego doświadczenia poprzez wolontariat. 
Dzięki działaniom Stowarzyszenia Aktywności Obywatelskiej Bona Fides 4500 mieszkańców zaczęło decydować jak będzie wyglądać ich najbliższe otoczenie. Stowarzyszenie wygrało ponad 400 spraw dotyczących prawa do informacji publicznej oraz pomogło mieszkańcom zebrać ponad 10 milionów złotych w ramach budżetu obywatelskiego. 